# Campeonato Uruguaio de Futebol de 1964
O Campeonato Uruguaio de Futebol de 1964 foi a 33ª edição da era profissional do Campeonato Uruguaio. O torneio consistiu em uma competição com dois turnos, no sistema de todos contra todos. O campeão foi o Peñarol, que conquistou o certame de forma invicta.

## Classificação[2]
| Pos | Equipe               | Pts | J  | V  | E | D  | GP | GC | SG  |
| --- | -------------------- | --- | -- | -- | - | -- | -- | -- | --- |
| 1°  | Peñarol              | 34  | 18 | 16 | 2 | 0  | 42 | 11 | 31  |
| 2°  | Rampla Juniors       | 22  | 18 | 9  | 4 | 5  | 35 | 24 | 11  |
| 3°  | Nacional             | 21  | 18 | 9  | 3 | 6  | 29 | 20 | 9   |
| 4°  | Montevideo Wanderers | 21  | 18 | 7  | 7 | 4  | 26 | 22 | 4   |
| 5°  | Cerro                | 19  | 18 | 7  | 5 | 6  | 22 | 20 | 2   |
| 6°  | Sud América          | 18  | 18 | 7  | 4 | 7  | 25 | 27 | -2  |
| 7°  | Danubio              | 13  | 18 | 4  | 5 | 9  | 25 | 39 | -14 |
| 8°  | Defensor             | 12  | 18 | 3  | 6 | 9  | 16 | 26 | -10 |
| 9°  | Racing               | 10  | 18 | 3  | 4 | 11 | 16 | 30 | -14 |
| 10° | Fénix                | 10  | 18 | 3  | 4 | 11 | 18 | 35 | -17 |

|  | Campeão e classificado à Libertadores de 1965. |
|  | Rebaixado à Segunda Divisão.                   |

Promovido para a próxima temporada: Colón.
| Campeonato Uruguaio de 1964  |
| ---------------------------- |
| Peñarol Campeão (28º título) |